# Amzie Strickland
Amzie Strickland (Cidade de Oklahoma, 1 de Janeiro de 1919 — Spokane, 5 de Julho de 2006) foi uma atriz estadunidense.